# 张洽 (1934年)
张洽（1934年11月—），男，台湾台北人，生于日本东京，中华人民共和国工程师、政治人物。曾任第八届全国政协常委，全国政协副秘书长。